# Heidrun

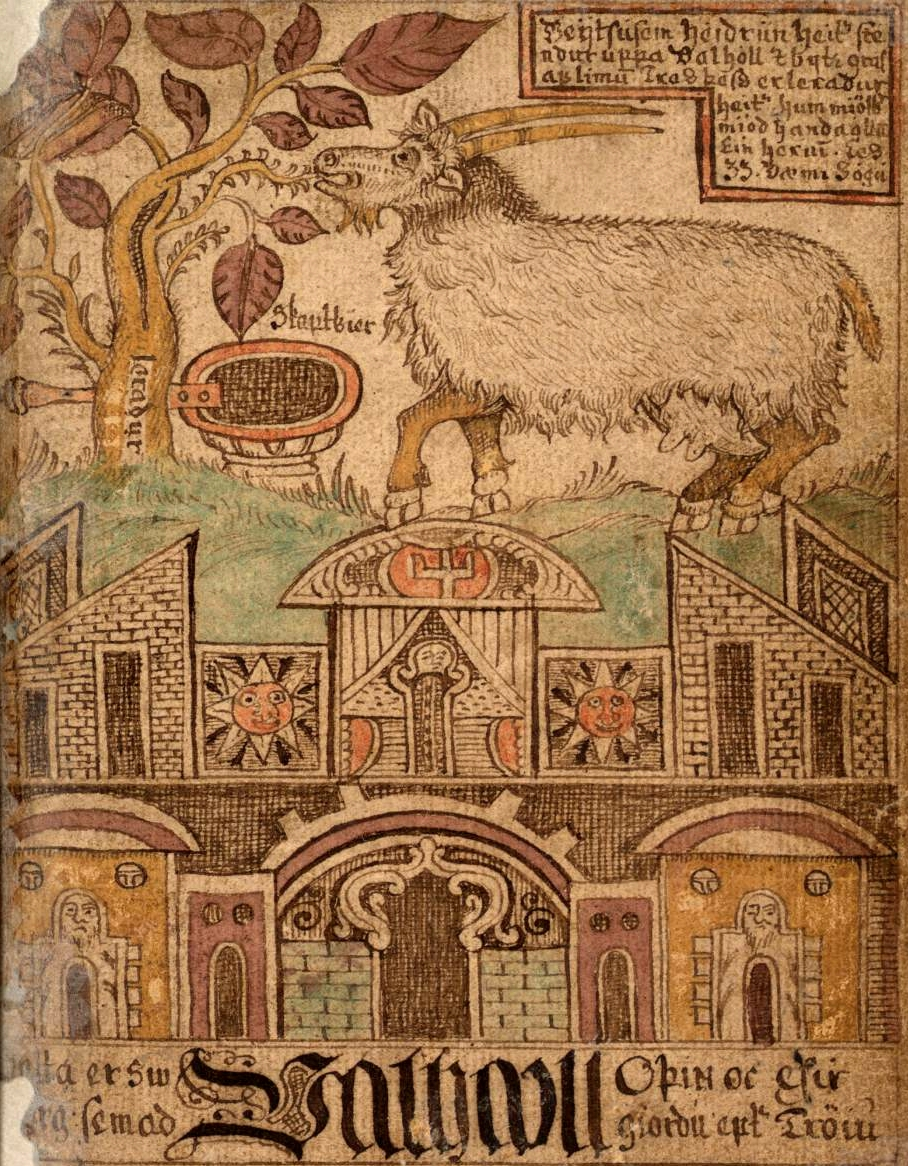
Heidrun på taket i en isländsk handskrift (SÁM 66) från 1700-talet.

Heidrun (norröna: Heiðrún) är i nordisk mytologi en get som står på Valhalls tak och betar barr från trädet Lärad, vilket brukar tolkas som identiskt med världsträdet Yggdrasil.
Ur Heidruns juver rinner så mycket mjöd att det varje dag fyller ett kar så stort att alla de stupade hjältarna (enhärjarna) kan dricka sig otörstiga.

## Källtexterna

### GrímnismálochSnorres Edda
Huvudkällan är Grímnismál, strof 25:
| Heidrun heter geten som på hallen står och gnager på Lärads grenar; ett kar skall hon fylla med det klara mjödet, den drycken skall aldrig avta. | Heiðrún heitir geit, er stendr höllu á ok bítr af Læraðs limum; skapker fylla hon skal ins skíra mjaðar; kná-at sú veig vanask. |  |

På denna strof har Snorre Sturlasson gjort en prosaparafras  i Gylfaginning, kapitel 39:
| En get som heter Heidrun står uppe på Valhall och betar barr från grenarna på ett träd som är mycket berömt och heter Lärad. Ur hennes spenar rinner det mjöd så att hon fyller ett kar varje dag. Det är så stort att alla enhärjarna kan dricka sitt lystmäte. | Geit sú, er Heiðrún heitir, stendr uppi á Valhöll ok bítr barr af limum trés þess, er mjök er nafnfrægt, er Læraðr heitir, en ór spenum hennar rennr mjöðr sá, er hon fyllir skapker hvern dag. Þat er svá mikit, at allir Einherjar verða fulldrukknir af. |  |

Att geten sägs äta barr tyder kanske på att Snorre har tänkt sig världsträdet som en idegran. Uttrycket förekommer också i Gylfaginning 16, där det om de fyra hjortarna sägs att de ”betar barr” i Yggdrasils grenverk. Å andra sidan är bíta barr en allittererande formel som kanske inte skall tolkas bokstavligt.

### Hyndluljóð
Namnet Heidrun förekommer också i dialogdikten Hyndluljóð, stroferna 47–48. Dikten avslutas med ett praktgräl mellan Hyndla och Freja, där Freja beskylls för samma osedliga leverne som ”Heidrun” som ränner med bockar om nätterna. Båda strofernas avslutande halvstrofer är identiska, varför strof 48 kan räcka som exempel: 
| Efter Od du rände i rasande brånad men fler dig stack under framskörtet ditt. Hundkåt du löper, hora, om nätterna, håller som Heidrun med horbockar till. | Rannt at Óði ey þreyjandi, skutusk þér fleiri und fyrirskyrtu; hleypr þú, Óðs vina, úti á náttum, sem með höfrum Heiðrún fari. |  |

Förmodligen står ”Heidrun” här endast som heiti för en pilsk get i allmänhet. Namnet Heidrun finns också bland tulornas bock- och getheiten.

## Namnet
Med utgångspunkt i ord som heiðvanr och Heiðdraupnir föreslog religionshistorikern Jan de Vries i Altgermanische Religionsgeschichte (Berlin 1956–57) att heiðr kan ha varit en rituell term för offermjödet i den religiösa kulten. John Lindow skriver dock att etymologin för namnet Heiðrún är okänd och Rudolf Simek anser namnets innebörd vara dunkel. Förledet heiðr kan betyda ”klar, ljus” (syftande på mjöd?), men om efterledet -rún har något med ”runa” att göra är ovisst.